# Estació de la Plana - Picamoixons
La Plana - Picamoixons és una estació de ferrocarril propietat d'adif situada al nucli de població de Picamoixons al municipi de Valls, a la comarca de l'Alt Camp. L'estació es troba a la línia Tarragona-Reus-Lleida i hi tenen parada trens de les línies R13 i R14 dels serveis regionals de Rodalies de Catalunya, operat per Renfe Operadora.
Aquesta estació es va posar en funcionament l'any 1863 quan va entrar en servei el tram construït per la Companyia del Ferrocarril de Reus a Montblanc (posteriorment LRT) entre Reus (1856) i Montblanc.
L'estació, a pesar de no trobar-se a prop d'un nucli important de població, té una certa importància, ja que aquí es bifurca la línia de Lleida per una banda cap a Reus i Tarragona i per l'altra cap a Valls i Sant Vicenç de Calders.
L'any 2016 va registrar l'entrada de 6.000 passatgers.

## Línia
- Línia 230 (Tarragona - Plana-Picamoixons - Lleida)

## Serveis ferroviaris
| Serveis regionals de Rodalies de Catalunya |                    |         |       |                                                                                 |
| Procedència/Destinació                     | <                  | Línia   | >     | Procedència/Destinació                                                          |
| terminal¹ Lleida Pirineus                  | La Riba Montblanc² |         | Valls | Sant Vicenç de Calders Barcelona-Estació de França Barcelona-Sant Andreu Comtal |
| terminal¹ Lleida Pirineus                  | La Riba Montblanc² | Alcover |       | Sant Vicenç de Calders Barcelona-Estació de França Barcelona-Sant Andreu Comtal |

1. Només per als trens amb procedència o destinació Sant Vicenç de Calders.
2. Alguns regionals no efectuen parada ni a La Riba ni a Vilaverd, sent la següent o anterior Montblanc.